# Tompa
Tompa é uma cidade da Hungria, situada no condado de Bács-Kiskun. Tem 81,57 km² de área e sua população em 2019 foi estimada em 4.295 habitantes.